# III (Take-That-Album)
I I I (three; Aussprache [θriː]) ist das siebte Studioalbum und zehnte Album der englischen Pop-Band Take That.
Das Album wurde am 28. November 2014 veröffentlicht und war ihr erstes Studioalbum nach Progress (2010), außerdem das erste Projekt als Trio, nachdem sich Jason Orange offiziell vom Rampenlicht verabschiedet hatte und Robbie Williams vorerst weiter pausiert. Gary Barlow zufolge ist der Klang des Albums eine „Verschmelzung der letzten acht Jahre Take-That-Material“. In Großbritannien stieg das Album gleich auf Platz eins ein und wurde zu Take Thats siebten Nummer-1-Album. 2015 folgte eine Tournee durch Großbritannien und einige andere europäische Länder. In 51 Konzerten stellte die Gruppe ihr neues Album vor und spielte weitere 15 Stücke aus früheren Alben.

## Hintergrund
Gary Barlow, Howard Donald und Mark Owen begannen im Januar 2014 zu dritt mit den Studioaufnahmen, Jason Orange war zu diesem Zeitpunkt noch unentschlossen bezüglich seiner Zukunft in Take That. Barlow sagte, das Album sei „mit viel Platz für Jay“ aufgenommen worden, in der Hoffnung, er würde umdenken und wieder dazustoßen. Zu der Zeit vermutete Robbie Williams bereits, er könne aufgrund seiner Tournee-Verpflichtungen und der baldigen Geburt seines zweiten Kindes wohl nicht Teil des Aufnahmeprozesses sein. Tatsächlich war Williams letztlich nicht Teil der Aufnahmesitzungen.
Im September 2014 verkündete Orange offiziell seinen Austritt aus der Band, um sich dauerhaft aus dem Rampenlicht zurückzuziehen. Daraufhin nahmen die verbleibenden Mitglieder die für ihn zurückbehaltenen Teile des Albums auf und veröffentlichten das fertige Produkt schließlich am 28. November des Jahres. Donald kommentierte, die Band habe im Zuge von Oranges Entscheidung mit dem Gedanken einer erneuten Trennung gespielt, sich aber dagegen entschieden und stattdessen die Fertigstellung des Albums vorangetrieben. Owen sagte über das Album: „Es war recht deprimierend, wir mussten es verändern und mehr Energie hineinbringen. Also haben wir drei uns um Mai herum zwei oder drei Wochen lang eingeschlossen und mit verschiedenen Klangbildern experimentiert. Für mich markiert dies den Zeitpunkt, an dem der Schreibprozess so richtig begann. Die Atmosphäre war positiver. Jetzt zählt es zu unseren euphorischsten Aufnahmen bisher.“ Barlow fügte hinzu: „Wir sind weit von unserem Pensionierungs-Album entfernt.“

## Aufbau
„These Days“, die Lead-Single des Albums, wurde gemeinsam mit Jamie Norton und Ben Mark geschrieben und produziert von Greg Kurstin (Katy Perry, Kylie Minogue, Lily Allen). Das Lied wurde als typischer Kurstin-Song beschrieben, er enthält seine Markenzeichen, die „Chic-ähnliche Funk-Gitarren-Riffs und Pet-Shop-Boys-artigen Stimmeffekte“ wie auch der „darüber geschriebene blütenreine, unverfälschte Pop“. „Let in the Sun“, die zweite Single, wird als Mischung zwischen Calvin Harris und Mumford & Sons beschrieben. Das Lied wurde von Stuart Price produziert. Barlow bezeichnete den Song als „Hommage an die frühen Jahre“ (den ersten Anlauf der Band 1990–1996), Owen sagte, es sei „das Lied, das dein Papa schreiben würde, wenn er wieder mal versucht, jugendlich zu wirken“. „If You Want It“ wird beschrieben als ein „nach den 90ern klingender Pop-Knaller mit großer Produktion und belebendem Refrain“, ebenfalls produziert von Kurstin. Ein Vers des Liedes, „Everything could be a little bit brighter“ (Alles könnte ein klein wenig heller/strahlender sein), wird als Anspielung auf die jüngsten Uneinigkeiten in der Band betrachtet. Barlow bemerkte, das ein Video zu diesem Lied an die frühen Jahre von DJ Jazzy Jeff and the Fresh Prince erinnern könnte. „Get Ready for It“ wurde für den Soundtrack der selbstironischen britischen Agenten-Komödie Kingsman: The Secret Service geschrieben, einer Homage an die frühen James-Bond-Filme mit Colin Firth und Michael Caine in den Hauptrollen. Der Song wurde von John Shanks produziert und wurde als „laut und euphorisch und unverwechselbar Take That“ bezeichnet, hervorzuheben sind sein Schlagzeug-betontes Intro und ein Schlachtruf von Barlow. Frühe Kritiken vermuteten, das Lied könne so erfolgreich werden wie ihre Single „Rule the World“ von 2007 (ebenfalls für einen Kino-Soundtrack geschrieben: Stardust – Der Sternwanderer). Auch Jeff Lynne befindet sich unter den Produzenten des Albums.

### Singles
Jede Auskopplung beinhaltet neben der Single auch eine Instrumentalversion des jeweiligen Liedes.
- „These Days“ wurde vor Verkaufsbeginn des Albums am 14. November 2014 als Lead Single auf den Markt gebracht.[7] Das Lied hatte bereits am 10. Oktober Premiere, über Vevo wurde ein Musikvideo veröffentlicht.[8] Die Single stieg nach Verkaufsbeginn sofort auf Platz eins der Britischen Single-Charts ein und wurde so die zwölfte Nr-1-Single der Band.[9]

- „Let in the Sun“ wurde am 2. März 2015 als zweite Single des Albums ausgekoppelt.[10]

- „Higher than Higher“ wurde als dritte Single am 14. Mai 2015 bestätigt und am 8. Juni 2015 veröffentlicht.[11]

### Titelliste
Die Standard-Version des Albums umfasst zwölf Titel, die Deluxe Edition bietet drei Bonustitel. Eine besondere Super-Deluxe-Edition, veröffentlicht in einer passenden bedruckten Box inklusive fünf Fotodrucken, in limitierter Anzahl auch handsigniert, war von der Homepage der Band aus und in ihrem offiziellen Store erhältlich. Google Play sicherte sich die Rechte an einer Exklusiv-Version des Albums, die drei weitere Bonustitel beinhaltet, darunter ein Remix von „These Days“.
| Nr. | Titel                                           | Autor(en)                                                                                     | Produzent(en)     | Länge |
| --- | ----------------------------------------------- | --------------------------------------------------------------------------------------------- | ----------------- | ----- |
| 1.  | These Days (Hauptstimmen: Barlow, Owen, Donald) | - Gary Barlow - Howard Donald - Mark Owen - Jamie Norton - Ben Mark                           | Greg Kurstin      | 3:52  |
| 2.  | Let in the Sun (Hauptstimmen: Barlow, Donald)   | - Barlow, Donald, Owen - Edvard Førre Erfjord - Gary Go - Cass Lowe - Henrik Barman Michelsen | Stuart Price      | 3:39  |
| 3.  | If You Want It (Hauptstimme: Barlow)            | - Barlow, Donald, Owen - Greg Kurstin                                                         | Kurstin           | 4:02  |
| 4.  | Lovelife (Hauptstimme: Owen)                    | - Barlow, Donald, Owen - Jamie Norton - Ben Mark                                              | Price             | 3:35  |
| 5.  | Portrait (Hauptstimme: Barlow)                  | - Barlow, Donald, Owen                                                                        | Price             | 3:34  |
| 6.  | Higher than Higher (Hauptstimme: Barlow)        | - Barlow, Donald, Owen - Mattias Larsson - Robin Fredriksson - Joe Janiak                     | Mattman and Robin | 4:06  |
| 7.  | I Like It (Hauptstimmen: Donald, Owen, Barlow)  | - Barlow, Donald, Owen - John Shanks                                                          | Price             | 4:22  |
| 8.  | Give You My Love (Hauptstimme: Donald)          | - Barlow, Donald, Owen                                                                        | Price             | 2:49  |
| 9.  | Freeze (Hauptstimmen: Barlow, Owen, Donald)     | * Barlow, Donald, Owen                                                                        | Kurstin           | 4:01  |
| 10. | Into the Wild (Hauptstimme: Owen)               | - Barlow, Donald, Owen - Gary Go - John Martin                                                | Price             | 3:52  |
| 11. | Flaws (Hauptstimme: Barlow)                     | - Barlow, Donald, Owen                                                                        | Shanks            | 3:33  |
| 12. | Get Ready for It (Hauptstimme: Barlow)          | - Barlow, Donald, Owen - Steve Robson                                                         | Shanks            | 3:39  |

| Nr. | Titel                                  | Autor(en)                                        | Produzent(en) | Länge |
| --- | -------------------------------------- | ------------------------------------------------ | ------------- | ----- |
| 13. | Believe (Hauptstimme: Owen)            | - Barlow, Donald, Owen - Jamie Norton - Ben Mark | Shanks        | 4:20  |
| 14. | Amazing (Hauptstimme: Barlow)          | - Barlow, Donald, Owen - John Shanks             | Shanks        | 4:04  |
| 15. | Do it All for Love (Hauptstimme: Owen) | - Barlow, Donald, Owen - John Shanks             | Shanks        | 4:18  |

| Nr. | Titel                                                                                 | Autor(en)                                        | Produzent(en) | Länge |
| --- | ------------------------------------------------------------------------------------- | ------------------------------------------------ | ------------- | ----- |
| 16. | Fall Down at Your Feet (Hauptstimme: Barlow)                                          | * Barlow, Donald, Owen                           | Jeff Lynne    | 2:55  |
| 17. | If It’s Not Love (Hauptstimme: Barlow)                                                | * Barlow, Donald, Owen                           |               | 3:37  |
| 18. | These Days (Steve Pitron & Max Sanna remix edit) (Hauptstimmen: Barlow, Owen, Donald) | - Barlow, Donald, Owen - Jamie Norton - Ben Mark | Kurstin       | 3:43  |

## Mitwirkende
Die Angaben sind den Liner Notes von Polydor entnommen (Booklet).

### Musiker
- Gary Barlow – Keyboards (Titel 5, 8, 15), Klavier (11, 12, 15), Hörner (13), Streicher (13, 14), Programming (15)
- Greg Kurstin – Bass, Gitarre, Keyboards (Titel 1, 3, 9), Schlagzeug (1, 3)
- Stuart Price – Gitarre, Keyboards, Programming (Titel 2, 4, 5, 7, 8, 10)
- Cass Lowe, Edvard Førre Erfjord, Henrik Barman Michelsen – Gitarre (außer Michelsen), zusätzliche Schlagzeugprogrammierung und Keyboards (Titel 2)
- Mattman and Robin – Bass, Schlagzeug, Gitarre, Keyboards, Orgel, Schlaginstrumente, Programming (Titel 6)
- Joe Janiak – zusätzliche Backing Vocals (Titel 6)
- Aaron Redfield – Schlagzeug (Titel 9)
- John Martin – Gitarre (Titel 10)
- Gary Go – zusätzlicher Synthesizer (Titel 10)
- Thorne – zusätzliches Programming (Titel 10)
- Ben Mark – Gitarre (Titel 10, 11)
- John Shanks – Bass, Gitarre, Keyboards (Titel 11–15), Appalachian Dulcimer (12)
- Victor Indrizzo – Schlaginstrumente (Titel 11–13), Schlagzeug (12, 13)
- Charlie Judge – Keyboards (Titel 11–13), Klavier und Synth-Streicher (13)
- Paul LaMalfa – Programming (Titel 11–13)
- Dan Chase – Programming (Titel 11, 12, 14, 15), Keyboards (11, 12, 15)
- Ryan Carline – Klavier (Titel 14)
- Jeremy Stacey – Schlagzeug (Titel 14)
- Perry Montague-Mason – Konzertmeister (Titel 14, 15)
- Jeff Lynne – Bass, Schlagzeug, Gitarre, Keyboards, Klavier (Titel 16)

### Produktion
- Jonathan Wild (10 Management) – Manager
- Greg Kurstin – Musikproduzent, Toningenieur (Titel 1, 3, 9)
- Julian Burg – Ingenieur (Titel 1), zusätzlicher Ingenieur (3, 9)
- Alex Pasco – zusätzlicher Ingenieur (Titel 1, 3, 9)
- Stuart Price (Tracques, LA) – Produzent (Titel 2, 4, 5, 7, 8, 10), Tonmeister und Toningenieur (Mix) (2, 4)
- Ryan Carline – Ingenieur (Titel 2, 4, 5, 7, 8, 10), zusätzlicher Ingenieur (11–15), Toningenieur (Gesang)
- Mattman and Robin – Produzenten (Titel 6)
- John Shanks – Produzent (Titel 11–15)
- Shari Sutcliffe – Projektkontraktorin und -koordinatorin (Titel 11–15)
- Paul LaMalfa – Ingenieur (Titel 11–15)
- Mike Horner, Phil Joly, Kyle Stevens – zweite Toningenieure (Titel 11–15)
- Lars Fox – Pro-Tools-Techniker und Ingenieur (Digital Engineering) (Titel 11–15)
- Will Malone – Arrangeur (Streicher) und Dirigent (Titel 14, 15)
- Isobel Griffiths – Orchester-Kontraktorin (Titel 14, 15)
- Manny Marroquin (Larrabee Studios, Universal City, CA) – Toningenieur (Mix) (Titel 1, 3, 5–7, 9–15)
- Chris Galland, Ike Schultz (Larrabee) – zweite Toningenieure (Mix) (Titel 1, 3, 5–7, 9–15)
- Andros Rodriguez – Toningenieur (Mix) (Titel 8)
- Jeff Lynne – Produzent (Titel 16)
- Dave Kutch (The Mastering Place, NYC) – Toningenieur (Mastering)
- Warren Du Preez & Nick Thornton Jones – Fotografen
- Studio Fury – Design und Covergestaltung

## Kritiken
Der Evening Herald vergab 4,5 von 5 Sternen und begründete „Für ein Trio erzeugen Take That einen unglaublichen Klang. Das ist Pop vom feinsten, auf die englische Art.“ The Herald fuhr fort: „Obgleich seit ihrer letzten Albenveröffentlichung vier Jahre ins Land gegangen sind, scheinen Take That dazu bestimmt zu sein, sämtliche Veränderungen zu überstehen – mit einem schonungslosen Gute-Laune-Optimismus, der persönlichen Unglücken und Naturkatastrophen trotzt. Take Thats Mission ist es, einen großen Refrain zu schreiben und es dann im Studio auf den Punkt zu bringen. Und genau das tun sie in III – immer wieder – und sie haben Spaß dabei. Die goldene Ära des Glam Rock lebt wieder auf im kolossalen I Like It. Und sie werden ganz philosophisch in LoveLife (LiebesLeben), wo es im Refrain zu heißt ‚If I die before I wake up, ask myself: Did I give enough love?‘ (Wenn ich sterben würde bevor ich aufwachte, frage ich mich: Habe ich genug Liebe verschenkt?)“ Der Herald bezeichnete abschließend den Dezember als „sensationellen Super-Knaller für Millionen von Fans der neugestalteten Take That.“
Music Matters bewertete mit favourable (Kaufempfehlung) und kommentierte, der Abschied von Orange sei ein Verlust, Barlow, Owen und Donald hätten aber „ein Album geschaffen, das mit dem Lieblingstrick von Take That ihrer Wiedervereinigung aufwartet: zur gleichen Zeit absolut zeitgenössisch und doch unverwechselbar nach Take That zu klingen.“ Zusammenfassend schloss die Kritik: „Sie schlagen nach wie vor Mörder-Refrains ’raus“ und „Take Thats Zukunft mag nicht länger Orange sein, ist aber doch weiterhin hell leuchtend“.
Die Rezensenten der NY Times sprachen ebenfalls eine Kaufempfehlung aus.
The Daily Telegraph beschrieb die Musik als „gewohnt geschmeidiger, massentauglicher Pop; das Album gibt den Fans, was sie wollen: euphorischen, hymnischen Pop zum Mitsingen mit durchweg aufbauenden Texten über den Triumph der Liebe, die Kraft der Freundschaft und den Wert von Treue.“ The Telegraph beschrieb die erste Single („These Days“) als [as setting] the stall out, mit ihrer nostalgischen Bitte: „take me back“ (bring mich zurück), was die beschwingten Disco-Freuden der 90-Jahre-Boyband-Ursprüngen von Take That wieder heraufbeschwört, zeitgenössischer Pop-Glanz, alles stark harmonisiert und kräftig verdichtet. Die epische (erzählerische) mittelschnelle Ballade Freeze kann als Kommentar zum Weggang von Herrn Orange ausgelegt werden, in dem Gary Barlow bittet: ‚just freeze so that we don’t have to start again‘ (Beweg dich nicht, damit wir nicht ganz von vorn beginnen müssen). Der Kritiker kommt zu dem Schluss, die Absichten des Albums seien „aufrichtig: zu unterhalten, die Fans zufrieden zu stellen und die Show am Laufen zu halten – und sicherlich erfüllt es diese Ansprüche in jeder Hinsicht.“
Allmusic vergab 3,5 Sterne und begründete, das Trio bewahre „einen Schatten der eleganten Empfindsamkeit von Progress“ und das Album sei „peppiger als Barlows Solo-Werk“. Das Album sei „zugleich modern, nachdenklich und geschmackvoll“.
Der Evening Standard, The Times und Entertainment.ie vergaben je 3 von 5 Sternen, The Independent vergab 2.
Metacritic berechnete einen Score von 42 % (42 von 100 Punkten, Bewertung unter Einbeziehung verschiedener Rezensionen).
Metro vergaben 4 von 5 Sternen und titulierten III als „unwiderstehlichen Lametta-behangenen Weihnachts-Vorgeschmack“. Die Rezension benannte als besondere Höhepunkte des Albums die „Anfangszeilen von Portrait, versehen mit einer rapide ansteigenden melodischen Unentschlossenheit“ und erkannte eine „klassische Barlow-Ballade in Flaws“. Die Kritik pries zudem die Beteiligung Greg Kurstins als Produzent: Er füge dem Album „einen Schimmer von zeitgenössischer Produktions-Intelligenz“ hinzu.
The Sun vergab 4 von 5 Sternen.

## Kommerzieller Erfolg

### Chartplatzierungen
Mit seiner Veröffentlichung brach III den Rekord für das am häufigsten vorbestellte Album in der Geschichte von Amazon UK.
Das Album stieg – mit 145 000 Verkäufen innerhalb der ersten Woche (die dritthöchsten Verkaufszahlen des Jahres) – gleich auf Platz eins in die britischen Albumcharts ein. Damit wurde es zum achten Nr-1-Album und sechsten Nr-1-Studioalbum von Take That (bislang blieb ausschließlich dem Debüt-Album Take That & Party 1992 der Platz an der Spitze der Albumcharts verwehrt, es landete auf Platz 2).
| ChartsChartplatzierungen     | Höchstplatzierung | Wochen |
| ---------------------------- | ----------------- | ------ |
| Deutschland (GfK)            | 26 (5 Wo.)        | 5      |
| Schweiz (IFPI)               | 59 (1 Wo.)        | 1      |
| Vereinigtes Königreich (OCC) | 1 (36 Wo.)        | 36     |

| ChartsJahrescharts (2014)    | Platzierung |
| ---------------------------- | ----------- |
| Vereinigtes Königreich (OCC) | 10          |

### Auszeichnungen für Musikverkäufe
Im Vereinigten Königreich erhielt das Album Platinstatus für 300.000 verkaufte Alben, zum Zeitpunkt der Verleihung waren es bereits über eine halbe Million.
| Land/Region                  | Auszeichnungen für Musikverkäufe (Land/Region, Auszeichnung, Verkäufe) | Verkäufe |
| ---------------------------- | ---------------------------------------------------------------------- | -------- |
| Vereinigtes Königreich (BPI) | Platin                                                                 | 300.000  |
| Insgesamt                    | 1× Platin ·                                                            | 300.000  |